# Philippe Vernet
Philippe Vernet (ur. 19 maja 1961 w Le Raincy) – francuski kolarz torowy, dwukrotny medalista mistrzostw świata.

## Kariera
Pierwszy sukces w karierze Philippe Vernet osiągnął w 1983 roku, kiedy wspólnie z Franckiem Dépine'em zdobył złoty medal w wyścigu tandemów na mistrzostwach świata w Zurychu. W tym samym składzie wywalczyli ponadto srebrny medal podczas rozgrywanych w 1984 roku mistrzostw świata w Barcelonie. Vernet brał również udział w igrzyskach olimpijskich w Los Angeles w 1984 roku, gdzie rywalizację w sprincie indywidualnym zakończył na czwartej pozycji, przegrywając walkę o brąz z Japończykiem Tsutomu Sakamoto. Wielokrotnie zdobywał medale torowych mistrzostw kraju, w tym dwa złote: w 1982 roku w wyścigu na 1 km i dwa lata później w sprincie indywidualnym.